# Майкл Томас (футболіст, 1967)
Майкл Томас (англ. Michael Thomas, нар. 24 серпня 1967, Ламбет) — англійський футболіст, що грав на позиції півзахисника.
Відомий насамперед завдяки голу, забитого «Ліверпулю» з «останнього удару сезону», який приніс «Арсеналу» чемпіонський титул в 1989 році. Згодом виступав і за «Ліверпуль», у складі якого забив переможний гол у фіналі Кубка Англії 1992 року. Також провів два матчі за національну збірну Англії.

## Клубна кар'єра
Народився 24 серпня 1967 року в місті Ламбет. Вихованець футбольної школи клубу «Арсенал». Підписав професійний контракт з клубом 31 грудня 1984 року, але дебютував лише в 1987 році, встигнувши до того часу побувати в оренді в «Портсмуті».
За першу команду «канонірів» дебютував у першому матчі півфіналу Кубку Ліги проти «Тоттенгем Готспур» на «Гайбері» 8 лютого 1987 року. «Арсенал» програв 1:0, але в подальшому таки зумів пробитись у фінал, де здолав «Ліверпуль», завдяки чому Томас здобув свій перший професійний трофей.
З сезону 1987/88 став основним гравцем клубу, а в матчі останнього туру в сезоні 1988/89 проти «Ліверпуля» на «Енфілді» (2:0) забив вирішальний гол на 91 хвилині. Завдяки цьому м'ячу «Арсенал» і «Ліверпуль» закінчили той сезон не тільки з однаковою кількістю очок — 76, але і з однаковою різницею забитих і пропущених м'ячів +37. Лише завдяки більшій сумі забитих у чемпіонаті м'ячів: 73 проти 65, «Арсенал» опинився на першому місці, вперше за 18 років ставши чемпіоном країни.
У сезоні 1990/91 вдруге став з командою чемпіоном Англії, втім вже на початку наступного сезону втратив місце у основі. Усього він зіграв за клуб 206 матчів у всіх турнірах, забивши 30 голів. Також Томас був названий 37-м у списку найвидатніших гравців в історії «Арсеналу» в онлайн-опитуванні на вебсайті «Арсенал» у червні 2008 року.
В грудні 1991 року перейшов за 1,5 млн фунтів стерлінгів в «Ліверпуль». Він дебютував 18 грудня, через два дні після підписання контракту, в матчі проти «Тоттенгем Готспур» на «Вайт Гарт Лейн» (2:1), вийшовши на заміну Яну Мельбю. А 18 січня 1992 року в матчі проти «Олдем Атлетік» (3:2) Томас забив свій перший гол за новий клуб. Крім нього, м'ячами в цій зустрічі також відзначилися Стів Макманаман і Дін Сондерс. Перший сезон Майкла в команді завершився перемогою над «Сандерлендом» на «Вемблі» у фіналі Кубка Англії. Перший тайм закінчився без забитих голів, а на самому початку другого тайму Томас забив гол з «фірмової» передачі Стіва Макманамана. Ще один м'яч забив Іан Раш, і «Ліверпуль» переміг з рахунком 2:0.
Незважаючи на хороший перший сезон, незабаром Томас став гравцем заміни, якому доводилося підміняти таких футболістів, як Джеймі Реднапп і Джон Барнс, що до того моменту грав у центрі півзахисту. Виною всьому стали травми, які почали турбувати Томаса. У 1995 році Майкл з лавки запасних спостерігав за фіналом Кубка ліги, в якому два голи Макманамана принесли перемогу «червоним», а рік потому Томас всього на п'ять хвилин з'явився у фінальному матчі Кубка Англії проти «Манчестер Юнайтед» — він вийшов на заміну Робу Джонсу на 85-й хвилині, але не зміг завадити принциповим суперникам «Ліверпуля» виграти цей матч з рахунком 1:0.
В лютому 1998 року Майкл відправився в оренду в «Мідлсбро», за який провів 10 матчів, а повернувшись, виявив, що головний тренер «червоних» Рой Еванс воліє йому в центрі захисту Ейвінда Леонардсена і Денні Мерфі. Влітку того ж року Томас вирішив покинути команду. Вже у 2006 році Томас був включений під 83 номером в список «100 гравців, які шокували Коп» — опитування, проведене офіційним вебсайтом «Ліверпуля», де взяли участь понад 110 000 глядачів.
Влітку 1998 року Майкл перейшов у португальську «Бенфіку», яку на той час тренував Грем Сунесс, що свого часу запросив Майкла і в «Ліверпуль». Однак після від'їзду Сунеса назад до Англії Томас опинився в резерві португальського клубу, а тому в 2000 році він повернувся на батьківщину. Влітку 2000 року він перейшов в «Вімблдон», але всього після одного сезону, в якому зіграв лише 9 ігор, вирішив завершити кар'єру.

## Виступи за збірні
Протягом 1988—1990 років залучався до складу молодіжної збірної Англії. На молодіжному рівні зіграв у 12 офіційних матчах. Також з 1989 по 1992 рік захищав кольори другої збірної Англії. У складі цієї команди провів 5 матчів.
16 листопада 1988 року дебютував в офіційних матчах у складі національної збірної Англії в товариській грі проти Саудівської Аравії в Ер-Ріяді. А свій другий і останній виступ за збірну провів трохи більше року потому, 13 грудня 1989 року в товариському матчі проти Югославії (2:1).

## Титули і досягнення
- Чемпіон Англії (2):

«Арсенал»: 1988–89, 1990–91
- Володар Кубка Англії (1):

«Ліверпуль»: 1991–92
- Володар Кубка англійської ліги (2):

«Арсенал»: 1986–87
«Ліверпуль»: 1991–92

## Подальше життя
В даний час Томасу належить охоронне агентство. Час від часу він бере участь у матчах ветеранів у складі команди легенд «Ліверпуля».